# Kirche Am Gesundbrunnen

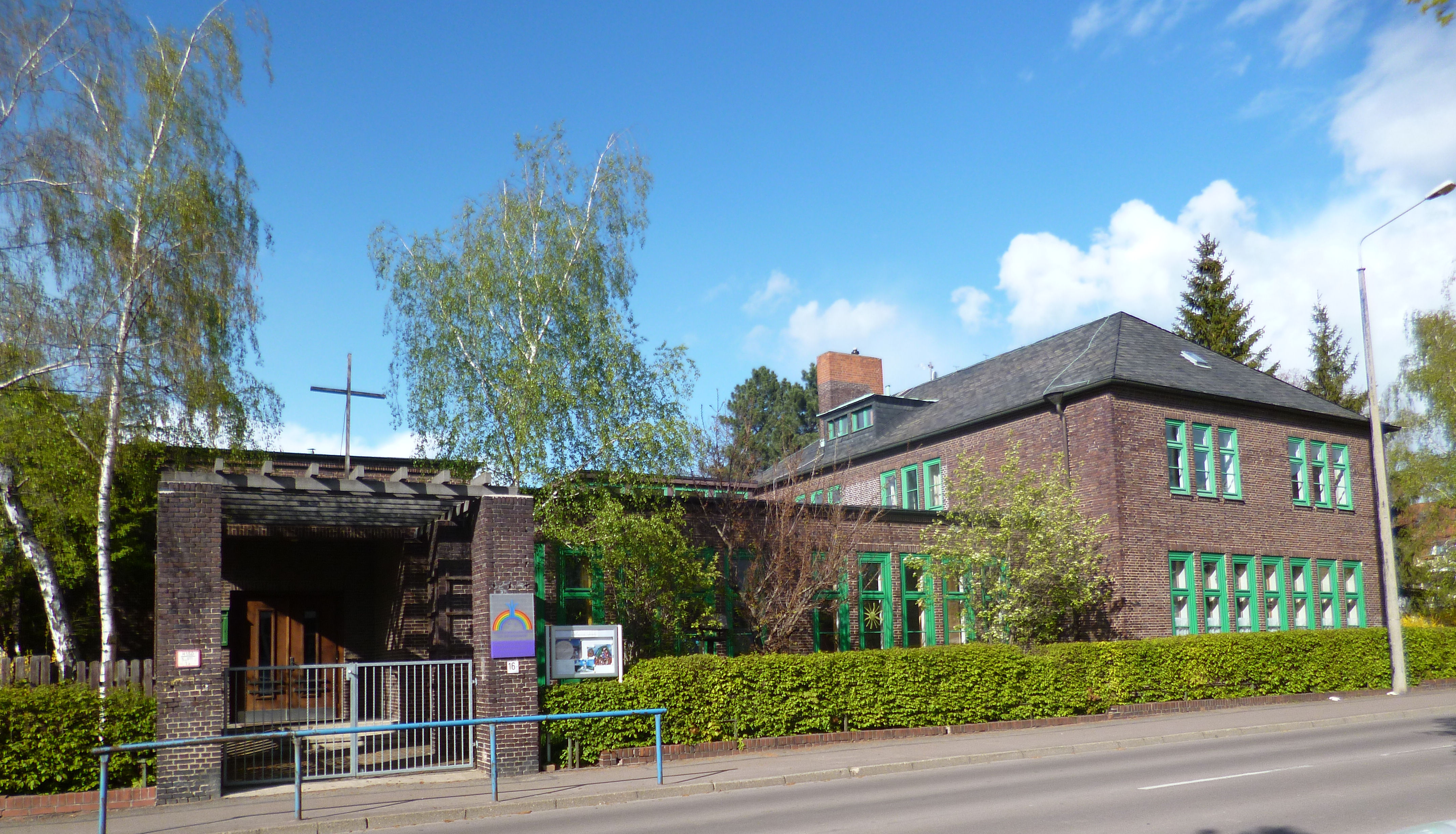
Kirche und Gemeindehaus „Am Gesundbrunnen“, Ansicht von Süden, Diesterwegstraße

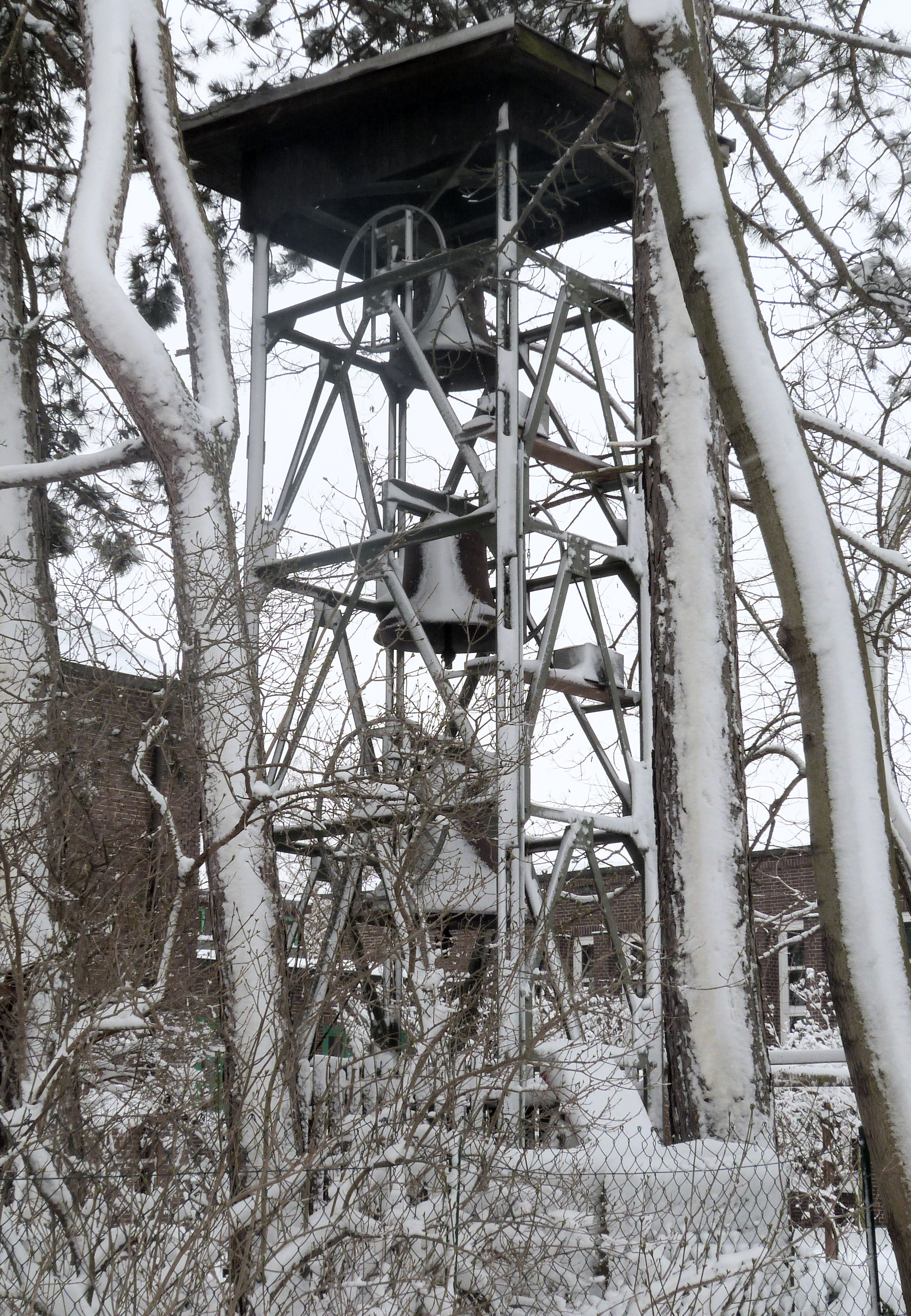
Glockenturm der Gesundbrunnenkirche

Die Kirche „Am Gesundbrunnen“ ist eine 1932/1933 erbaute denkmalgeschützte evangelische Kirche in der Diesterwegstraße im Stadtviertel Gesundbrunnen der Stadt Halle (Saale). Im Denkmalverzeichnis der Stadt Halle ist die Kirche unter der Erfassungsnummer 094 11573 verzeichnet. Sie gehört zum Kirchenkreis Halle-Saalkreis der Evangelischen Kirche in Mitteldeutschland.

## Geschichte
Nachdem sich die Stadt Halle mit Beginn des 20. Jahrhunderts immer weiter ausdehnte, reichten die großen Innenstadtkirchen bald nicht mehr aus. Diese gründeten außerhalb der Altstadtgrenzen Tochtergemeinden, die teilweise später auch selbständig wurden. So baute die Georgengemeinde in den Jahren 1932/1933 im Südwesten von Halle zunächst ein Gemeindehaus, das als Wohlfahrtsgebäude mit Notkirche geweiht und nach der Quelle des nahe gelegenen Gesundbrunnens benannt wurde. Im Jahr 1934 wurde die Gemeinde selbständig.
Der Architekt Bruno Föhre hatte ursprünglich den Plan, eine weiträumige Platzanlage mit einer mittig gelegenen großen Kirche und seitlich angeordneten Gemeindehäusern zu erbauen. Pergolen sollten die Verbindung zur Kirche herstellen. Verwirklicht wurde jedoch nur das linke Gebäude, das heute den Kirchensaal, einen Kindergarten und Gemeinderäume beherbergt.

## Beschreibung
Das zweigeschossige Gebäude, ein qualitätsvoller massiver Klinkerbau mit lamellenartig angeordneten Fensterbändern in gemäßigt modernen Formen des Backsteinexpressionismus, verfügt über einen großen Kirchensaal – ursprünglich als Schlafsaal für den Kindergarten geplant – mit Holzbalkendecke und nachträglich eingebauter Empore. Über die gesamte Stirnseite erstreckt sich ein Fenster, das den Heiligen Geist in Gestalt einer Taube zeigt. Stufen führen zu dem in roten Klinkern gehaltenen Altarraum, in dem sich in einer Nische auch die Orgel befindet. Ein acht Meter hoher Glockenturm, eine Stahlkonstruktion von 1964/1965, mit drei Stahlglocken steht separat im Innenhof am Pestalozzipark.

## Ausstattung
Das Innere ist hell und freundlich, durch von Klinkersteinen gerahmte hohe, schmale Rechteckfenster gegliedert. Die Fenster sind mit geometrischen Figuren aus Buntglas verziert. Der Altar, erhöht auf drei Stufen stehend, ist als schlichter Altartisch samt Kreuz ausgeführt. Eine helle, holzsichtige Decke mit seitlichen, eckigen Trägern überspannt den Raum.

## Orgeln
Die Kirche besitzt heute zwei Orgeln. Das Instrument auf der Westempore wurde 1957 durch R. Adam aus Halle als Op. 5 erbaut, pneumatische Kegelladen vereinen 13 Register auf zwei Manualen und Pedal. Das zweite Manual ist dabei als Rückpositiv angelegt. 2016 fiel der Entschluss, die alte Orgel nicht zu sanieren, sondern eine neue anzuschaffen.
Das neue Instrument wurde in der Werkstatt von Reinhart Tzschöckel erbaut, stammt aus dem Jahr 1993, wurde 2017 angekauft und 2018 im Altarraum aufgestellt. Das Instrument besitzt sieben Register auf zwei Manualen und Pedal, vier Register sind als Wechselschleifen ausgeführt.

## Glocken
Zu ihrer Erbauung besaß die Kirche eine aus der Gemeinde Wörmlitz geliehene Eisenglocke aus dem 18. Jahrhundert, gegossen von Johann Ernst Petz in Neustadt an der Dosse. 1963 wurde dann der Glockenturm errichtet. Er trägt drei, im selben Jahre gegossene Eisenhartgussglocken von Schilling & Lattermann, die in den Tönen gis1, h1 und cis2 erklingen und an gekröpften Jochen läuten. Die Petz-Glocke steht heute wieder in der Wörmlitzer Gemeinde.